# Axitinib
Axitinib es un medicamento utilizado para tratar el cáncer de células renales (CCR). Se utiliza en la enfermedad avanzada, ya sea solo o  en combinación con avelumab o pembrolizumab. Aumentó el tiempo hasta que la enfermedad empeorara de 4,7 meses a 6,7 meses en aquellos que tomaron sorafenib. Se toma por vía oral.
Los efectos secundarios comunes incluyen diarrea, hipertensión arterial, cansancio, náuseas, pérdida de peso, debilidad y estreñimiento. Otros efectos secundarios pueden incluir coágulos sanguíneos, hemorragias, insuficiencia cardíaca, perforación gastrointestinal, hipotiroidismo, mala cicatrización de heridas, problemas hepáticos y síndrome de leucoencefalopatía posterior reversible (SLPR). Su uso durante el embarazo puede dañar al bebé. Es un inhibidor de la tirosina quinasa que bloquea el factor de crecimiento endotelial vascular (VEGF).
Axitinib fue aprobado para uso médico en los Estados Unidos y Europa en 2012.
  En el Reino Unido, cuatro semanas de tratamiento cuestan aproximadamente £3500 para el NHS en 2021. En Estados Unidos esta cantidad cuesta alrededor de 17.300 dólares.